# Christopher Cradock
Christopher George Francis Maurice Cradock (2 de julio de 1862-1 de noviembre de 1914) fue un almirante de la Marina Real Británica a finales del siglo XIX y comienzos del XX.

## Biografía
Entró en la Royal Navy en 1875, sirviendo con distinción en el Mediterráneo y China, donde participó en la supresión de la Rebelión Bóxer de 1900.
Fue nombrado Almirante Real en 1910 y en 1912 fue nombrado caballero comendador de la Real Orden Victoriana. En 1913 se le dio el control de las tropas británicas en América del Norte y el Caribe.

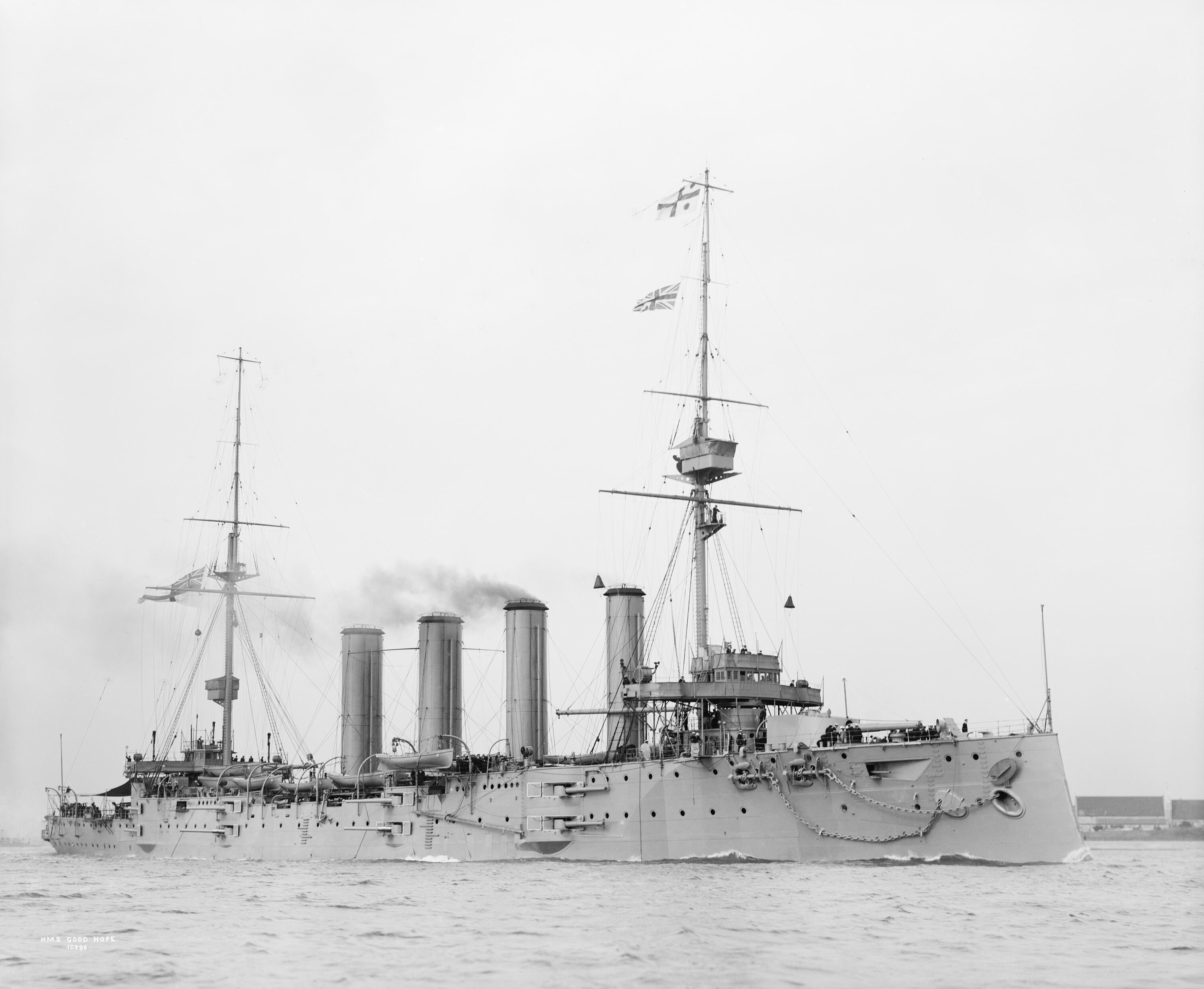
Buque insignia del almirante Cradock, el HMS Good Hope

En abril de 1914 estuvo presente en la Ocupación estadounidense de Veracruz de 1914, a bordo del HMS Essex, como comandante del escuadrón británico.
Al estallar la Primera Guerra Mundial en agosto de 1914 el almirante Frederick Doveton Sturdee encomendó a Cradock el control de la 4.ª Escuadra de la Marina Real (compuesta por cruceros ligeros) y se le ordenó con medios exiguos encontrar y destruir la flota de cruceros del almirante alemán Maximilian von Spee. Cradock solicitó reiteradamente al almirante Sturdee reforzar su agrupación; pero por toda respuesta solo recibió el mensaje: -Con lo que tiene es suficiente-.
Finalmente, localizó a Von Spee frente a Coronel en las costas de Chile, donde decidió enfrentársele bajo condiciones horarias y climatológicas adversas.
En la consiguiente Batalla de Coronel la flota de Cradock fue casi completamente destruida por los alemanes  (solo escapó el HMS Otranto y el HMS Glasgow) y su tripulación sufrió 1.500 bajas, entre las que se encontraba el propio almirante en su buque, el   HMS Good Hope. El resultado de la batalla se inclinó a favor de Alemania por la habilidad del almirante alemán y la mayor potencia de fuego de su flota, más moderna y con una tripulación más experimentada que la que había sido asignada a Cradock.

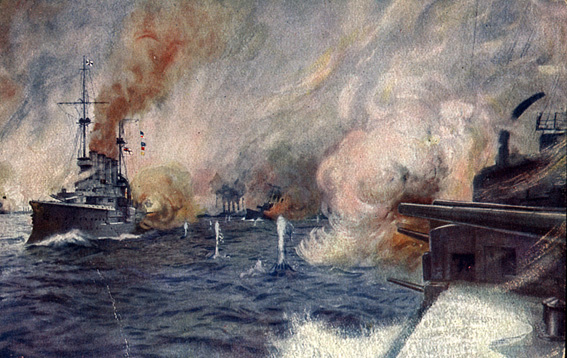
La batalla de Coronel

Un monolito en la ciudad de Coronel recuerda su nombre y la batalla final.